# Thomas Nørmark Krog
Thomas Nørmark Krog (født 1981) er en dansk journalist og forfatter. Som journalist er han tilknyttet BT.
Blandt de sager han har skrevet om er Helle Thorning-Schmidt og Stephen Kinnock's skattesag der førte til Skattesagskommissionen. 
Artikelrækken førte til at han i 2010 var nomineret til Foreningen for Undersøgende Journalistiks avispris.
Sammen med sin nyhedschef, Simon Andersen, var Krog afhørt af kommissionen.
Med Andreas Karker har han skrevet bogen Luksusfælden udgivet i 2011 og om Henriette Kjær og Erik Skov Pedersen.
I slutningen af 2012 blev Krog bortvist fra Folketingets presseloge i tre måneder efter han ved en fest faldt i søvn og brækkede sig i et udvalgslokale.